# Priyanka Gandhi
Priyanka Gandhi (Nova Deli, 12 de janeiro de 1972), também conhecida por seu nome de casada Priyanka Gandhi Vadra, é uma política indiana e secretária geral do All India Congress Committee (AICC) encarregada de Uttar Pradesh Oriental. É filha de Rajiv Gandhi e Sonia Gandhi, irmã de Rahul Gandhi, e neta de Feroze e Indira Gandhi, tornando-a membro da politicamente proeminente família Nehru–Gandhi. Ela também é fiduciária da fundação Rajiv Gandhi.

## Biografia e educação
Priyanka Gandhi estudou na Modern School and Convent of Jesus & Mary. Ela obteve um diploma de bacharel em psicologia pelo Jesus and Mary College da Universidade de Delhi e, posteriormente em 2010, um mestrado em estudos budistas.

## Carreira
"... Eu sou muito clara em minha mente. A política não é uma atração forte, as pessoas são. E eu posso fazer coisas por eles sem estar na política."

— Gandhi falando sobre sua adesão à política em entrevista ao Rediff.
Gandhi visitava regularmente os círculos eleitorais de sua mãe e irmão em Rae Bareli e Amethi, onde lidava diretamente com as pessoas.
Ela é uma figura popular no círculo eleitoral, atraindo grandes multidões por toda parte; um slogan popular em Amethi em todas as eleições tem sido Amethi ka danka, bitiya Priyanka (o apelo de Amethi é a favor de Priyanka [para realizar eleições]).
Nas eleições gerais indianas de 2004, ela foi a gerente de campanha de sua mãe e ajudou a supervisionar a campanha de seu irmão Rahul Gandhi. Nas eleições de 2007 na assembleia de Uttar Pradesh, enquanto Rahul Gandhi administrou a campanha em todo o estado, ela se concentrou nos dez assentos na região de Rae Bareli e Amethi, passando duas semanas tentando reprimir consideráveis lutas internas entre os trabalhadores do partido sobre a alocação de assentos.
Em 23 de janeiro de 2019, Priyanka Gandhi entrou formalmente na política, sendo nomeada Secretária Geral do Congresso responsável pela parte oriental de Uttar Pradesh.

## Vida pessoal
Ela é casada com Robert Vadra, um empresário de Deli. O casamento ocorreu na casa de Gandhi, em 10 de janeiro de 1997, em uma cerimônia tradicional hindu. Eles têm dois filhos; um filho, chamado Raihan, e uma filha, chamada Miraya. Gandhi segue a filosofia budista e pratica o Vipassana, como ensinado por S. N. Goenka.